# Puchar Ukrainy w piłce nożnej (2024/2025)
Puchar Ukrainy 2024/2025 (oficjalna nazwa: vbet Puchar Ukrainy w piłce nożnej, ukr. vbet Кубок України з футболу) – 33. rozgrywki pucharowe ukraińskiej klubowej piłki nożnej, organizowanych przez UAF, mające na celu wyłonienie zdobywcy krajowego Pucharu, który zakwalifikuje się tym samym do Ligi Europy UEFA na sezon 2025/2026. Sezon będzie trwać do maja 2025. Z powodu rosyjskiej inwazji na Ukrainę mecze rozgrywane są z ograniczoną liczbą widzów. Tytuł obronił Szachtar Donieck.
W sezonie 2024/2025 rozgrywki te składają się z:
- pierwszej rundy wstępnej,
- drugiej rundy wstępnej,
- trzeciej rundy wstępnej, do której dołączyły 8 najniżej sklasyfikowanej zespołów Premier-lihi sezonu 2023/2024 (spadkowicze zastąpieni beniaminkami ligi),
- meczów 1/8 finału, do której dołączyły 8 najwyżej sklasyfikowanej zespołów Premier-lihi sezonu 2023/2024,
- meczów 1/4 finału,
- meczów 1/2 finału,
- meczu finałowego.

## Drużyny
Do rozgrywek Pucharu przystąpiło 51 drużyn: 16 z Premier-lihi, 18 z Pierwszej Lihi i 14 z Drugiej Lihi oraz finaliści i półfinaliści Pucharu Ukrainy wśród drużyn amatorskich sezonów 2023/24.
| Kluby Premier Lihi: | Kluby Pierwszej Lihi: | Kluby Drugiej Lihi: | Finaliści i półfinaliści Pucharu Ukrainy wśród drużyn amatorskich: |
| - Czornomoreć Odessa - SK Dnipro-1 - Dynamo Kijów - Inhułeć Petrowe - Karpaty Lwów - Kołos Kowaliwka - Krywbas Krzywy Róg - ŁNZ Czerkasy - Obołoń Kijów - FK Ołeksandrija - Polissia Żytomierz - Ruch Lwów - Szachtar Donieck - Worskła Połtawa - Weres - Zoria Ługańsk | - Ahrobiznes Wołoczyska - Bukowyna Czerniowce - FK Chust - Dinaz Wyszogród - Epicentr Kamieniec Podolski - JuKSA Kijów - FK Kudriwka - Liwyj Bereh Kijów - FSK Mariupol - Metalist 1925 Charków - Metalist Charków - FK Mynaj - Nywa Tarnopol - Podilla Chmielnicki - SK Połtawa - Prykarpattia Iwano-Frankiwsk - Wiktorija Sumy - FK Zwiahel | - Czajka Petropawliwśka Borszczahiwka - FK Czernihów - Hirnyk-Sport Horiszni Pławni - Kremiń Krzemieńczuk - FK Kułykiw - Łokomotyw Kijów - Metałurh Zaporoże - Nywa Winnica - Probij Horodenka - Rewera 1908 Iwano-Frankiwsk - Reał Farma Odessa - Skała 1911 Stryj - FK Trostianeć - FK Wilchiwci | - FK Mikołajów (zwycięzca) - Szturm Iwanków (finalista)            |

## Terminarz rozgrywek

### Pierwsza runda wstępna (1/64 finału)
Mecze I rundy wstępnej zostały rozegrane 3 i 4 sierpnia 2024 roku.
| FK Czernihów                 | 1:0 | Czajka Petropawliwśka Borszczahiwka |             |
| Reał Farma Odessa            | 0:3 | JuKSA Kijów                         |             |
| Dinaz Wyszogród              | 1:2 | FK Kudriwka                         |             |
| Wiktorija Sumy               | 1:0 | Metałurh Zaporoże                   |             |
| Hirnyk-Sport Horiszni Pławni | 3:1 | FSK Mariupol                        |             |
| Łokomotyw Kijów              | 1:4 | Metalist 1925 Charków               |             |
| FK Kułykiw                   | 0:0 | Nywa Winnica                        | dod., k.4:2 |
| FK Trostianeć                | 0:1 | SK Połtawa                          |             |
| Rewera 1908 Iwano-Frankiwsk  | 2:2 | Podilla Chmielnicki                 | dod., k.2:4 |
| SK Wilchiwci                 | 0:0 | Metalist Charków                    | dod., k.5:6 |
| Skała 1911 Stryj             | 2:0 | Epicentr Kamieniec Podolski         |             |
| FK Użhorod                   | 0:4 | Prykarpattia Iwano-Frankiwsk        |             |
| FK Mikołajów                 | 1:0 | Ahrobiznes Wołoczyska               |             |
| Nywa Tarnopol                | 1:1 | Bukowyna Czerniowce                 | dod., k.3:4 |
| Olimpija Sawynci             | 2:0 | Kremiń Krzemieńczuk                 |             |
| Probij Horodenka             | 4:0 | FK Chust                            |             |

### Druga runda wstępna (1/32 finału)
Mecze II rundy wstępnej zostały rozegrane w dniach 11-13 sierpnia 2024 roku.
| FK Mikołajów                 | 3:1 | Metalist Charków             |             |
| Probij Horodenka             | 2:2 | FK Kułykiw                   | dod., k.4:3 |
| Metalist 1925 Charków        | 5:3 | SK Połtawa                   | dod.        |
| FK Czernihów                 | 0:1 | Wiktorija Sumy               |             |
| Prykarpattia Iwano-Frankiwsk | 0:1 | Bukowyna Czerniowce          |             |
| Podilla Chmielnicki          | 0:1 | JuKSA Kijów                  |             |
| Skała 1911 Stryj             | 1:3 | FK Mynaj                     |             |
| FK Kudriwka                  | 3:2 | Liwyj Bereh Kijów            |             |
| Olimpija Sawynci             | 4:2 | Hirnyk-Sport Horiszni Pławni |             |

### Trzecia runda wstępna (1/16 finału)
Mecze III rundy wstępnej zostały rozegrane 21 i 22 sierpnia 2024 roku.
| Olimpija Sawynci      | 1:4 | Zoria Ługańsk       |             |
| Probij Horodenka      | 2:2 | Inhułeć Petrowe     | dod., k.4:2 |
| FK Mynaj              | 0:2 | Wiktorija Sumy      |             |
| Kołos Kowaliwka       | 0:0 | Obołoń Kijów        | dod., k.4:2 |
| FK Mikołajów          | 1:2 | Bukowyna Czerniowce |             |
| Karpaty Lwów          | 3:0 | Czornomoreć Odessa  |             |
| FK Kudriwka           | 0:4 | JuKSA Kijów         |             |
| Metalist 1925 Charków | 0:4 | Weres Równe         |             |

### 1/8 finału
Mecze 1/8 finału zostały rozegrane 30 października 2024 roku.
| Ruch Lwów          | 1:0 | Karpaty Lwów        |             |
| Probij Horodenka   | 0:1 | Bukowyna Czerniowce |             |
| JuKSA Kijów        | 1:4 | FK Ołeksandrija     |             |
| Worskła Połtawa    | 1:2 | Dynamo Kijów        | dod.        |
| Polissia Żytomierz | 2:1 | Krywbas Krzywy Róg  |             |
| Weres Równe        | 2:1 | Obołoń Kijów        | dod.        |
| Wiktorija Sumy     | 2:2 | ŁNZ Czerkasy        | dod., k.3:1 |
| Szachtar Donieck   | 1:0 | Zoria Ługańsk       |             |

### 1/4 finału
Mecze 1/4 finału zostały rozegrane 2 kwietnia 2025 roku.
| Bukowyna Czerniowce | 2:1 | Wiktorija Sumy     |      |
| FK Ołeksandrija     | 0:1 | Szachtar Donieck   | dod. |
| Ruch Lwów           | 0:1 | Dynamo Kijów       |      |
| Weres Równe         | 0:1 | Polissia Żytomierz | dod. |

### 1/2 finału
Mecze 1/2 finału zostały rozegrane 23 kwietnia 2025 roku.
| Bukowyna Czerniowce | 1:4 | Dynamo Kijów     |      |
| Polissia Żytomierz  | 0:1 | Szachtar Donieck | dod. |

### Finał
Mecz został rozegrany 15 maja 2025.
| 15 maja 2024 18:00                                   | Szachtar Donieck · Elias 64' | 1:1 k. 6:5(0:1)Raport                                               | Dynamo Kijów · 44' Jarmołenko | Stadion Centralny, Żytomierz Widzów: 4740 Sędzia: Mykola Balakin |
|                                                      |                              |                                                                     |                               |                                                                  |
|                                                      |                              | Rzuty karne                                                         |                               |                                                                  |
| Nazaryna · Alisson · Kevin · Elias · Ghram · Kryśkiw |                              | Wanat · Brażko · Pichalonok · Wiwczarenko · Mychajłenko · Karawajew |                               |                                                                  |

| Zdobywca Pucharu Ukrainy 2024/25 |
| -------------------------------- |
| Szachtar Donieck 15. tytuł       |
| ...                              |